# Eden Alene
Eden Alene (hebreu: עדן אלנה, amhàric: ኤደን አለነ; Jerusalem, 7 de maig del 2000) és una cantant israeliana d'origen etiòpojueu. El 2018 va guanyar la versió israeliana de X Factor. Hauria representat Israel amb la cançó Feker Libi al Festival de la Cançó d'Eurovisió 2020, que s'hauria celebrat a la ciutat neerlandesa de Rotterdam en cas de no haver sigut cancel·lat per la pandèmia per coronavirus de 2019-2020. Per això, la televisió pública israeliana la va seleccionar internament per a representar el país al Festival d'Eurovisió 2021.